# Giuseppe Sardi (1624–1699)

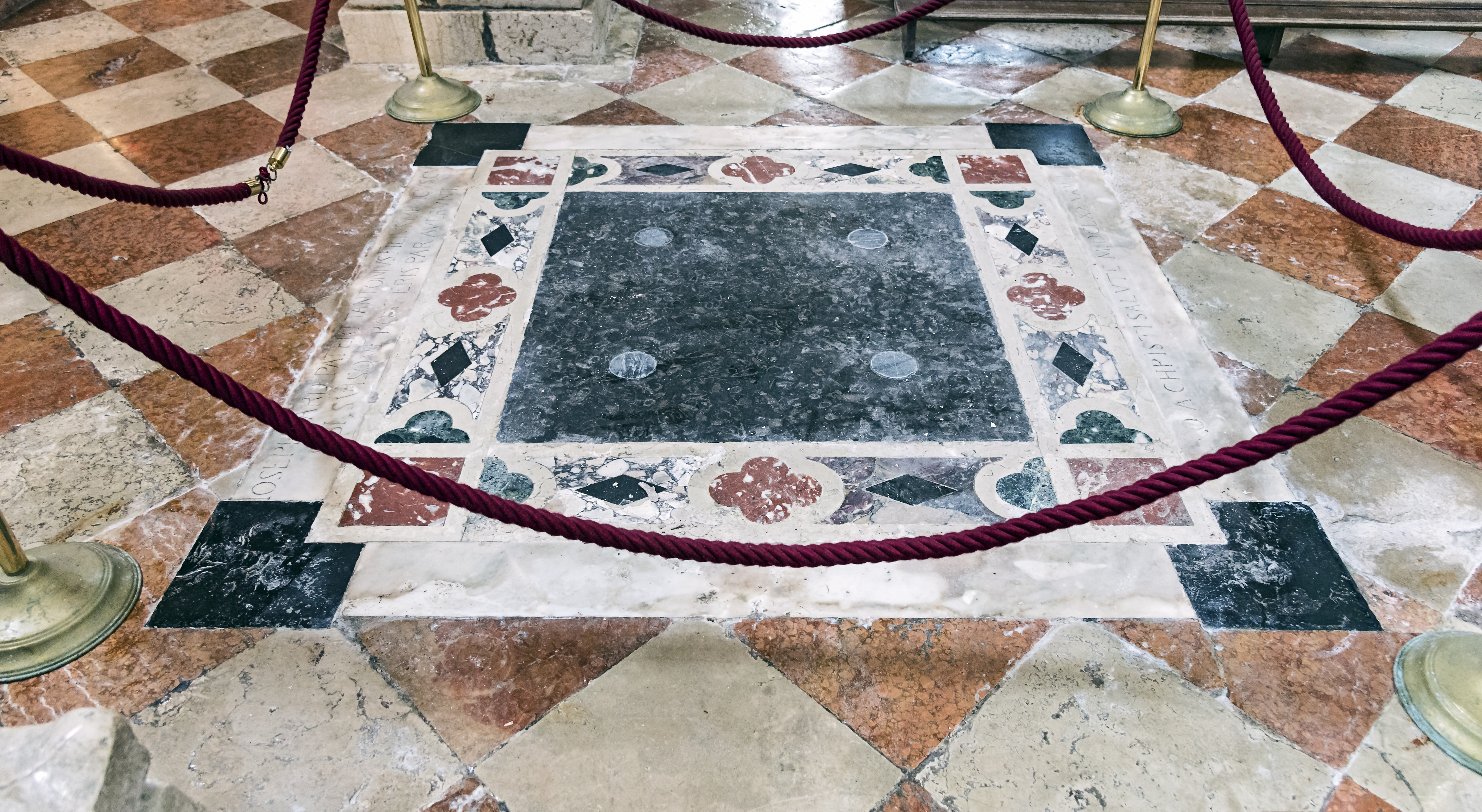
Giuseppe Sardis grav i kyrkan Santa Maria dei Carmini i Venedig.

Giuseppe Sardi, född 24 april 1624 i Venedig, död 21 september 1699 i Venedig, var en italiensk arkitekt, verksam i Venedig. Han har bland annat ritat fasaderna till kyrkorna Santa Maria del Giglio och Santa Maria di Nazareth.